# Zbrodnia w Świesielicach
Zbrodnia w Świesielicach – akcja pacyfikacyjna przeprowadzona przez niemieckich żandarmów 7-8 grudnia 1942 we wsi Świesielice nieopodal Ciepielowa, której ofiarą padły polskie rodziny podejrzewane o udzielanie pomocy partyzantom i Żydom.

## Geneza
Między 29 listopada a 3 grudnia 1942 niemiecka żandarmeria przeprowadziła zakrojoną na szeroką skalę obławę w kompleksach leśnych powiatu starachowickiego. Była ona wymierzona w żydowskich uciekinierów, którzy po likwidacji okolicznych gett znaleźli schronienie w lasach, a także w polskich i żydowskich partyzantów, którzy jesienią 1942 znacznie zwiększyli swoją aktywność na tym terenie. W ciągu kilku dni Niemcy zdołali zlikwidować trzy leśne obozowiska i zabić ponad 120 osób (w tym kilku Polaków). Oddział Gwardii Ludowej dowodzony przez polskiego komunistę Stanisława Olczyka ps. „Garbaty” i żydowskiego partyzanta Chila Brawermana ps. „Baca” zdołał wyrwać się z okrążenia, poniósł jednak ciężkie straty i w rezultacie przestał istnieć. Od osób schwytanych w trakcie obławy Niemcy uzyskali informacje na temat polskich rodzin z okolic Ciepielowa, które udzielały pomocy Żydom i partyzantom. Zapadła w związku z tym decyzja o przeprowadzeniu pokazowej akcji represyjnej, której celem miało być zastraszenie miejscowej ludności. 
Główną rolę w tych działaniach odgrywał około trzydziestoosobowy pododdział I Batalionu Żandarmerii Zmotoryzowanej, który od listopada 1942 kwaterował w zabudowaniach folwarku w Górkach Ciepielowskich. Akcja represyjna rozpoczęła się 6 grudnia. Tego dnia we wsiach Stary Ciepielów i Rekówka żandarmi rozstrzelali lub spalili żywcem 31 Polaków oraz dwóch żydowskich uciekinierów. W gronie zamordowanych znalazło się dwadzieścioro dzieci poniżej 18. roku życia.

## Pacyfikacja w dniu 7 grudnia
Dzień po zbrodni w Starym Ciepielowie i Rekówce żandarmi z Górek Ciepielowskich pojawili się w Świesielicach. Józef Fajkowski i Jan Religa podawali, że celem ekspedycji karnej było ukaranie rodzin podejrzewanych o udzielanie pomocy Żydom. Z ustaleń Sebastiana Piątkowskiego i Jacka A. Młynarczyka wynika jednak, że pretekstem do przeprowadzenia masakry była współpraca mieszkańców wsi z ruchem oporu.
Po przybyciu do Świesielic żandarmi rozstrzelali czternaście osób. Zamordowano siedmioosobową rodzinę Wojewódków, troje członków rodziny Wdowiaków oraz po jednym mężczyźnie z rodzin Czaplów, Dobroniów, Nowotników i Skrzeków. Najmłodsza ofiara pacyfikacji liczyła 7 lat, najstarsza – ponad 90. Niemcy spalili również gospodarstwa Wdowiaków i Wojewódków, a ich mienie zrabowali.
Żandarmi zamierzali zamordować również Józefa Bargla, zdołał on jednak uciec wraz z rodziną. Należące do niego gospodarstwo zostało spalone.
Według Okręgowej Komisji Badania Zbrodni Hitlerowskich w Kielcach w pacyfikacji Świesielic brali udział żandarmi: Arno Fichtner, Martin Fröde, Rudolf Neubauer, Gustaw Eichler, Jakob Hofmann, Karl Biagi, Gottlieb Böckle, Werner Link, Hans Konrad z I zmotoryzowanego batalionu żandarmerii niemieckiej.

## Zamordowanie Marianny Skwiry
Żandarmi z posterunku w Górkach Ciepielowskich powrócili do Świesielic następnego dnia. Udali się najpierw do sołtysa Jana Magdziaka, którego zmusili, aby zaprowadził ich do gospodarstwa należącego do Franciszka i Marianny Skwirów. Małżeństwo wspierało ukrywających się w lasach Żydów i partyzantów, zapewniając im nocleg i dostarczając żywność.
Żandarmi zdołali zatrzymać jedynie Mariannę Skwirę, jej szesnastoletnią córkę i trzynastoletniego syna (Franciszek i druga córka przebywali w tym czasie poza domem). Gdy zorientowali się, że nie zastali wszystkich domowników, udali się samochodami na poszukiwanie Franciszka, pozostawiając w gospodarstwie kilku strażników. W pewnym momencie Marianna wykorzystała nieuwagę żandarmów i poleciła dzieciom uciekać do pobliskiego lasu. 
Pozostali żandarmi wrócili około godziny 16:00. Chwilę później Mariannę wyprowadzono z domu i zmuszono, aby głośno nawoływała dzieci do powrotu. Gdy nie przyniosło to rezultatu, jeden z Niemców zamordował kobietę strzałem w tył głowy. Sołtysowi, który był bezpośrednim świadkiem tych wydarzeń, rozkazano zakopać zwłoki na miejscu egzekucji.
Mord w Świesielicach nie był ostatnią zbrodnią popełnioną przez ciepielowskich żandarmów w celu zastraszenia miejscowej ludności. Około 11 stycznia 1943 we wsi Zajączków zamordowano jeszcze wdowę Stanisławę Wołowiec, jej cztery córki, parobka Franciszka Zaborskiego oraz Józefa Jelonka z sąsiedniego Niemieryczowa (szwagra Stanisławy). Zbrodni dokonano w odwecie za pomoc udzielaną żydowskim uciekinierom przez rodzinę Wołowców.